# حورائيات
الحورائيات أو الفراشات البنية أو فصيلة نيمفاليدي (الاسم العلمي: Nymphalidae)، هي فصيلة من الحشرات تتبع رتبة حرشفيات الأجنحة من طائفة الحشرات. وهي تضم حوالي 5000 نوع من الفراشات التي تتوزع في معظم أنحاء العالم. هذه عادة ما تكون فراشات متوسطة إلى كبيرة الحجم. معظم الأنواع لديها زوج من الأرجل الأمامية المنخفضة والعديد منها تعقد أجنحتها الملونة المسطحة عندما تستريح. كما يطلق عليها أيضاً فراشات فرشاة الأقدام أو فراشات ذات الأربعة أقدام[بحاجة لمصدر]. كثير من الأنواع زاهية الألوان، وتشمل الأنواع الشائعة مثل الإمبراطور وأمراء البحر وأصداف السلحفاة والهليكونيات. إلا أن تحت جناحيها تبدو قاتمة في كثير من الأحيان وتبدو في بعض الأنواع بشكل ملحوظ كأوراق ميتة، أو أشحب كثيراً، مما ينتج عنه تأثير تمويهي يساعد الفراشة على التخفي في محيطها.

## التصنيف
في الفراشات البالغة يكون الزوج الأول من الأرجل صغيرة أو منخفضة، مما يعطي العائلة أسماء أخرى من الفراشات ذات الأربعة اقدام أو فرشاة الأقدام. واليرقات هي شعر أو شوك مع نتوءات على الرأس، والشرنقة لديها بقع لامعة. ويمكن رؤية هذه الفراشة الصغيرة النشطة التي تطفو على أوراق أينما تكون الشمس مشرقة.

## أسر
- المورفاوات
- الساتيراوات
- الشراكساوات

## أجناس
- المورفة
- الساتيرة